# Ramón Carrizalez
Ramón Carrizalez est un homme d'État et militaire vénézuélien, né à Zaraza (État de Guárico) le 8 novembre 1952. Il occupe différents postes dans le gouvernement de Hugo Chávez.

## Carrière
Carrizalez est un ancien colonel de l’Armée vénézuélienne, diplômé de l'Académie militaire du Venezuela en 1974 et admis à la retraite depuis 1994. Il est ministre des Infrastructures de 2004 à 2006 puis ministre du Logement de 2006 à 2008. Succédant à Jorge Rodríguez Gómez, il occupe les fonctions de vice-président du Venezuela du 6 janvier 2008 au 25 janvier 2010, date à laquelle il présente sa démission pour « raisons personnelles ».
Il est gouverneur de l'État d'Apure de 2011 à 2021.

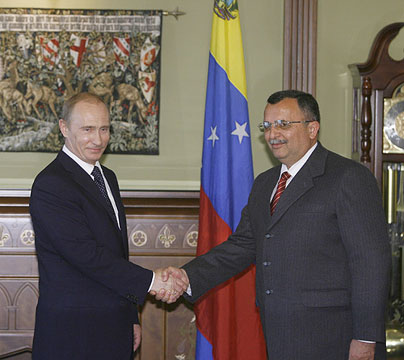
Ramón Carrizalez, alors vice-président du Venezuela rencontre Vladimir Poutine en 2008.